# Coryanthes bruchmuelleri
Coryanthes bruchmuelleri är en orkidéart som beskrevs av Heinrich Gustav Reichenbach. Coryanthes bruchmuelleri ingår i släktet Coryanthes, och familjen orkidéer. Inga underarter finns listade i Catalogue of Life.